# Aphelinus aureus
Aphelinus aureus är en stekelart som beskrevs av Charles Joseph Gahan 1924. Aphelinus aureus ingår i släktet Aphelinus och familjen växtlussteklar. Inga underarter finns listade i Catalogue of Life.